# دولنی کالنا
دولنی کالنا (به چکی: Dolní Kalná) یک منطقهٔ مسکونی در جمهوری چک است که در منطقه تروتنوف واقع شده‌است.